# Stephen Farrugia
Stephen Farrugia (ur. 25 kwietnia 1964) – maltański judoka. Olimpijczyk z Seulu 1988, gdzie zajął dwudzieste miejsce wadze półlekkiej.
Jego brat Paul Farrugia był zapaśnikiem, olimpijczykiem z tych samych igrzysk.

## Letnie Igrzyska Olimpijskie 1988
| Konkurencja | Eliminacje           | Klas. końcowa |
| Konkurencja | Przeciwnik I         | Miejsce       |
| ----------- | -------------------- | ------------- |
| 65 kg       | Josef Reiter (AUT) P | 20.           |